# Eduard Zirm
Eduard Konrad Zirm, né le 18 mars 1863 et mort le 15 mars 1944, est un ophtalmologue autrichien. Il est connu pour avoir effectué la première transplantation d'organe, une greffe de la cornée, le 7 décembre 1905.